# フェリドゥーン

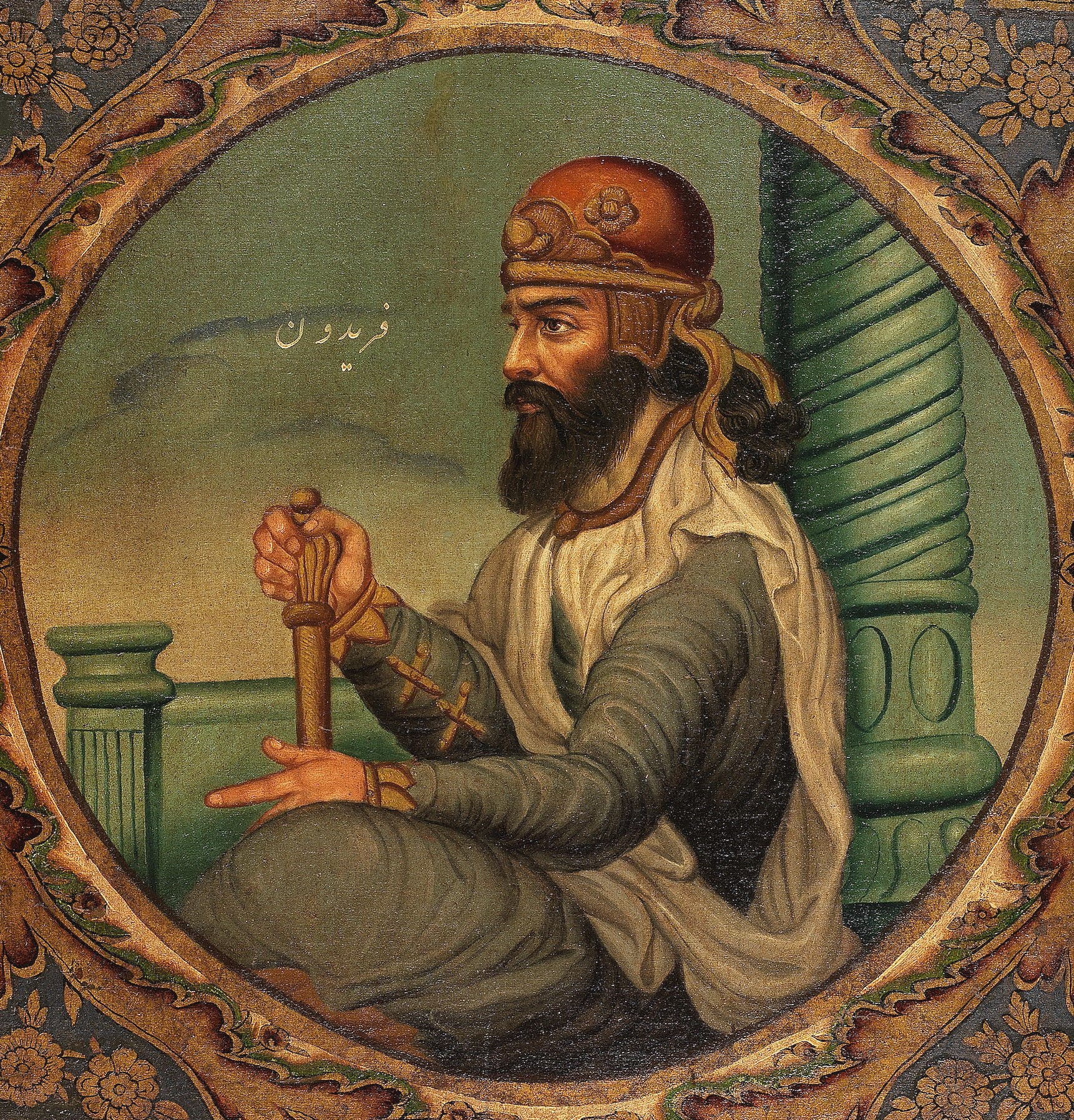
19世紀に描かれたフェリドゥーン。

フェリドゥーン（またはファリードゥーン。ペルシア語: فریدون、Fereydun）は、イラン神話の人物であり、ゾロアスター教に登場する英雄である。ゾロアスター教の聖典『アヴェスター』ではスラエータオナ (Thraetaona / Θraētaona) と呼ばれる。父はアーブティーン、母はファラーナク。先祖にはタフムーラスがいる。息子はサルム、トゥール、イーラジュ。曾孫はマヌーチェフル。
最も有名な伝承が、邪竜アジ・ダハーカとの戦いである。女神アナーヒターの加護を受け、最終的にアジ・ダハーカを封印することに成功した。彼はペルシア最大の英雄の一人である。

## 『アヴェスター』
スラエータオナは、『アヴェスター』ではアジ・ダハーカを世界の終わりの日まで幽閉する。

## 『欽定アベスターグ』
サーサーン朝の頃、分量が減り口語化した言わば民衆版の『アヴェスター』（アベスターグ）に対し、パフラヴィー語で整理し再編集された書物が成立した。これは『欽定アベスターグ』とも呼ばれている。その第20巻『チフルダード』でのフレードーンは、悪竜アジ・ダハーグを倒し、500年の間王座に就いた。王座を退くにあたっては、長男のサルムにローマ、次男のトーズにトゥルケスターン、三男のエーリズにエーラーン・シャフルというふうに、国を分けて与えた。兄達は、最も豊かなエーラーン・シャフルが末弟に与えられたことから、エーリズを妬んで殺した。エーリズには娘がおり、彼女はフレードーンの元に逃れた。孫娘と祖父でありながら2人は関係を持ち、マヌシュチフルが生まれた。やがてマヌシュチフルは大伯父達を討ち、その後エーラーン・シャフルを500年余りの間支配した。

## 『シャー・ナーメ』
フェリドゥーンは、『シャー・ナーメ：王書』では暴君ザッハークを幽閉した大英雄である。
アーブティーンとファラーナクの間に生まれたフェリドゥーンは、父親をザッハークの肩の蛇への生贄にされた。ファラーナクは、ザッハークが「フェリドゥーンがザッハークを滅ぼす」という内容の夢を見たことからフェリドゥーンを探していることを知り、美しい雌牛・ビルマーヤの飼われている牧場へ息子を連れて向かった。親子は牧場にたどり着き、フェリドゥーンはビルマーヤの乳を飲んで育った。これを知ったザッハークによって牧場に追手が送り込まれるが、危険を感じたファラーナクはフェリドゥーンを連れてエルブルス山に上り、ある隠者と出会った。ファラーナクの頼みを聞き入れた隠者はフェリドゥーンの父親となった。行き違いでフェリドゥーンを捕らえ損ねたザッハークは、ビルマーヤと周囲の動物達を皆殺しにした。
それから16年が過ぎ、エルブルス山を降りたフェリドゥーンは母親から真実を聞き、ザッハークを倒すことを決意する。しかし母親は、今はザッハークの勢力が勝っているため機会を待つようにと諭した。間もなく、18人の息子のうち17人までがザッハークの生贄とされた老鍛冶屋・カーヴェが、王に反逆の意志を表し、兵士や一般人を問わず大勢の人々を集めてフェリドゥーンの元に現れた。ザッハークに苦しめられてきた彼らは、フェリドゥーンを新たな王にしたいと表明し、カーヴェの前掛けを旗印にして気勢を上げた。

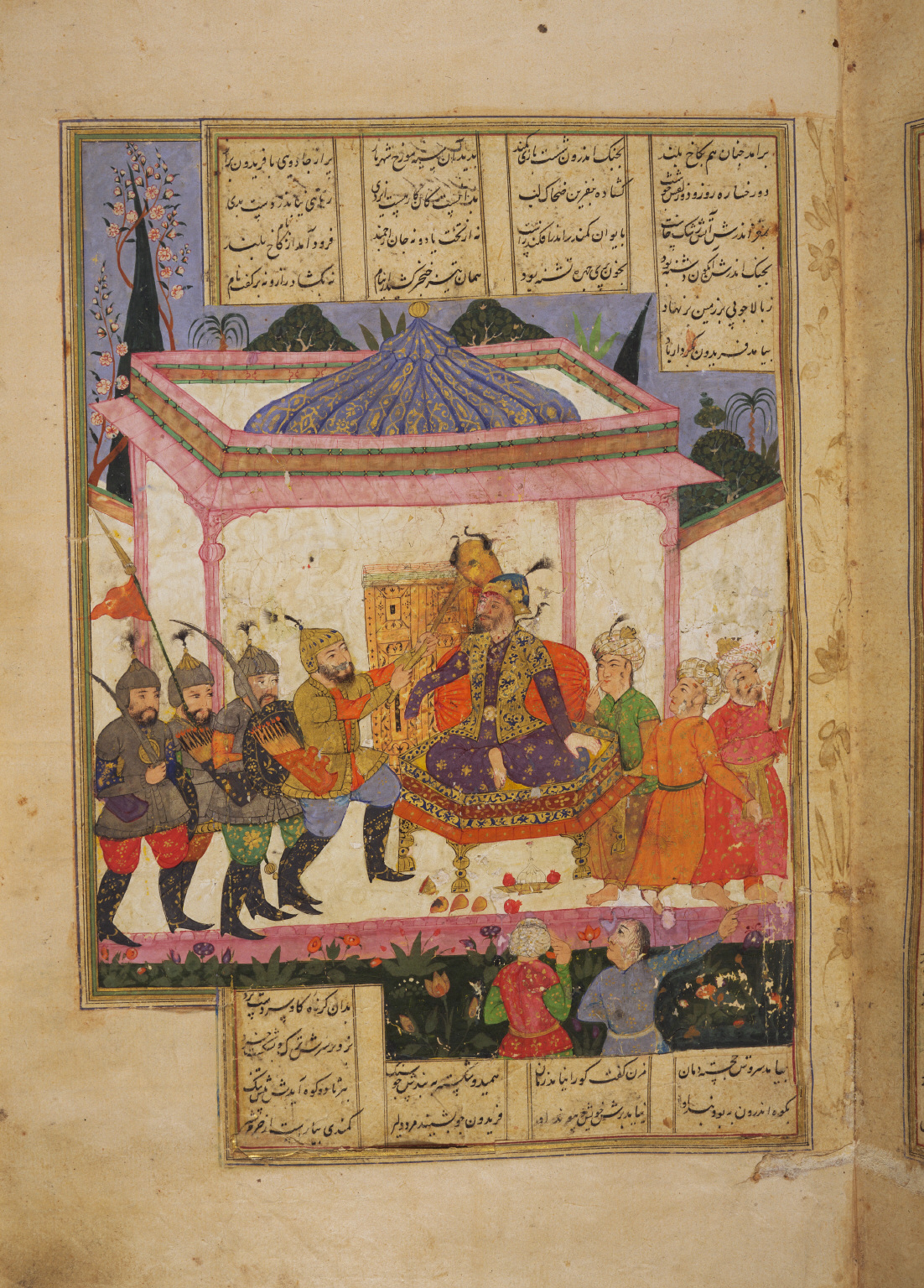
ザッハークを攻撃するフェリドゥーン。

フェリドゥーンはカーヴェにビルマーヤの頭を模した牛頭の矛を作らせ、自身の武器とした。フェリドゥーンたちが出撃すると、美しい若者に姿を変えた天使が現れ、フェリドゥーンに魔法を解く方法を教えた。フェリドゥーンたちはバグダードからチグリス川を渡り、エルサレムにあるザッハークの城へと向かった。フェリドゥーンは仲間たちと共にエルサレムを攻め落としたが、ザッハークはインドにおり不在だった。事態を知ったザッハークが悪魔と人間の混成軍を率いて戻ってくると、フェリドゥーンの軍勢は直ちに迎え撃った。そしてフェリドゥーンは、宮殿内でザッハークと相まみえ、彼の頭を牛頭の矛で打ち砕いた。フェリドゥーンがザッハークに止めを刺そうとしたその時、天使ソルーシュ（スラオシャ）が現れ、ザッハークには死期が来ていないことを告げた。フェリドゥーンはザッハークをダマーヴァンド山近くのシールハーンまで連れて行き、そこで再びザッハークを殺そうとしたが、またもソルーシュに遮られた。ソルーシュの助言に従い、フェリドゥーンはザッハークの手足をライオンの皮で作った縄で縛り、ダマーヴァンド山の洞窟に幽閉して、さらに鉄の杭と鎖で動きを封じた。その後フェリドゥーンは500年間王位に就いた。

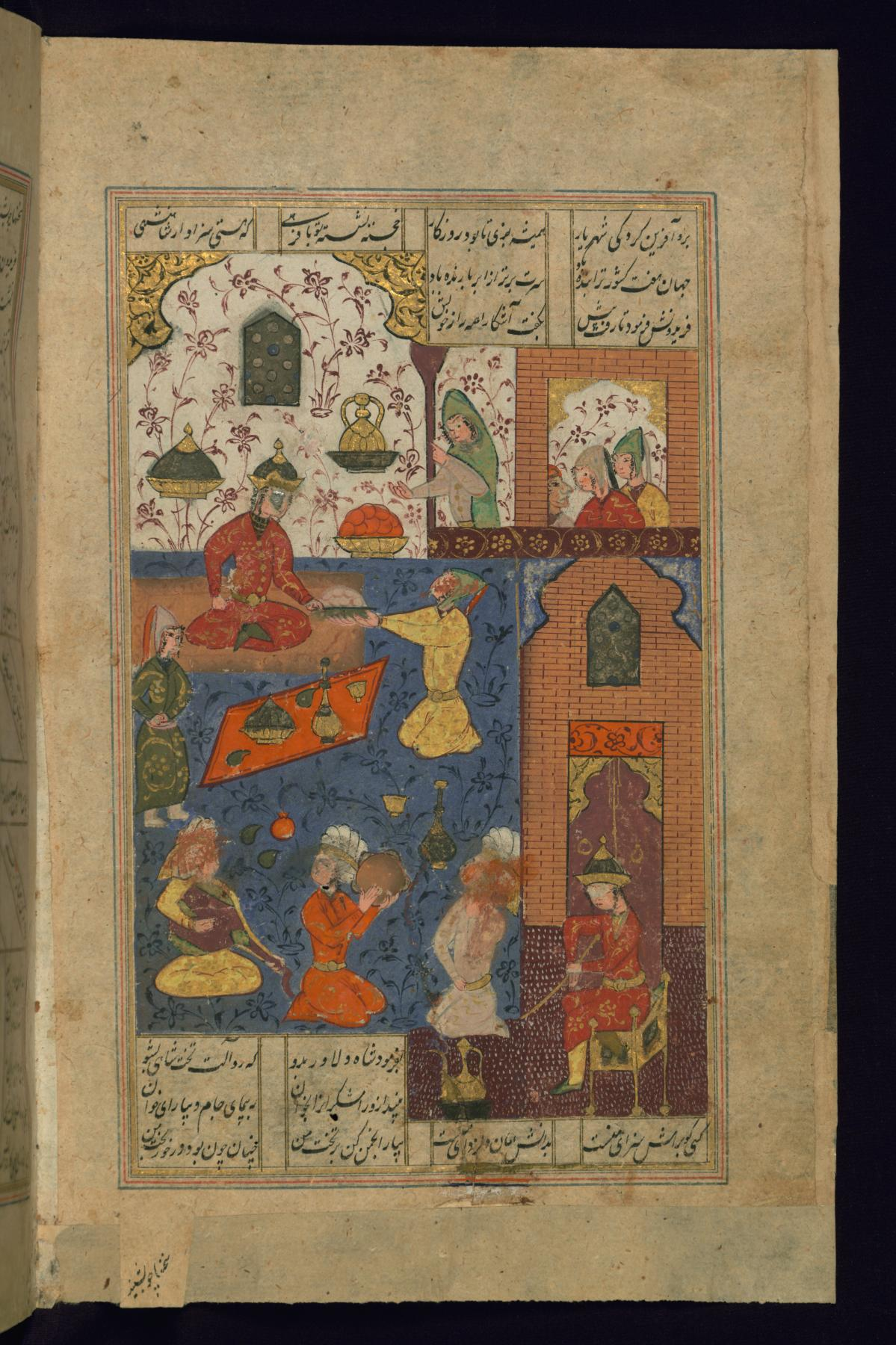
フェリドゥーンと、彼の妃シャフルナーズとアルナワーズ。

フェリドゥーンは、ザッハークに囚われていた2人の姫・シャフルナーズとアルナワーズを王妃に迎えた。2人は、ザッハークに王位を奪われて殺されたイラン王ジャムシードの娘だった。フェリドゥーンが50歳を過ぎた時、シャフルナーズとの間に2人、アルナワーズとの間に1人の子供をもうける。子供達を区別したくなかったフェリドゥーンは3人に名前を付けなかったが、3人は立派に成長した。フェリドゥーンは顧問官に「正しい王家の血筋を引き、月や妖精のように美しく、誰にも見分けがつかず、両親が名前を付けていない娘達」を王子たちの嫁に選ぶよう命じ、その結果イエメンのサルヴ王の3人の娘たちがそれに当たることが分かった。しかし娘たちを手放したくないサルヴは1人の将軍の助言に従って使者を送り、3人の王子たちに直接来て貰う旨を言伝て、自身は王子たちに難題を出そうと企んだ。サルヴの思惑を見抜いたフェリドゥーンは息子たちに助言をし、王子たちは難題を解いたため、見事サルヴの娘たちとの婚約が成立した。

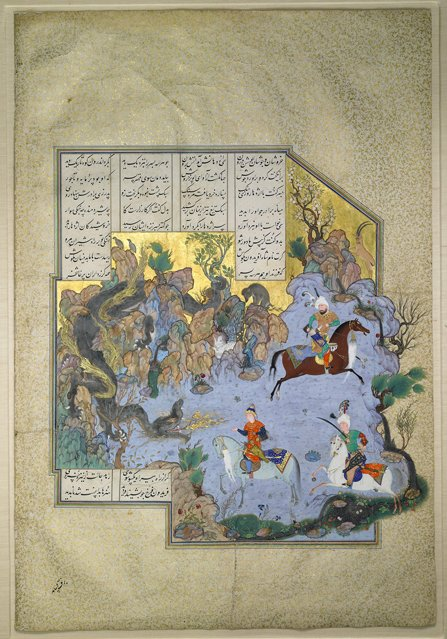
竜に変身して息子達を試すフェリドゥーン。

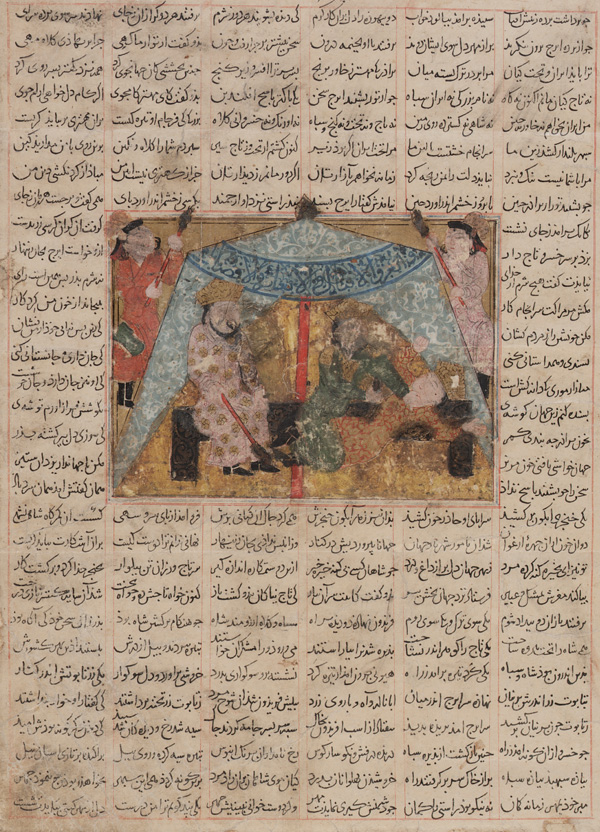
兄達に殺害されるイーラジ。

その後フェリドゥーンは3人の王子たちの真実の心を試すため、竜に姿を変えて彼らの前に現れた。長男は戦いを避けるため逃げ出し、二男は勇気を振り絞って立ち向かおうとし、三男は思慮深く竜を説得しようとした。フェリドゥーンは元の姿に戻ると真実を明かし、長男にはサルム、二男にはトゥール、三男にはイーラジの名を与えた。その後、フェリドゥーンが招いた占星術師の占いの結果、イーラジの不吉な運命を象徴する予兆が見え、彼は心を痛めた。
フェリドゥーンはサルムにルームとユーラシア大陸の西方を、トゥールにトゥーラーンと中国を、イーラジにイランを与え、それぞれの国を治めさせた。しかしイーラジを妬む2人の兄はこれを不公平と非難する声明をフェリドゥーンとイーラジに送り、フェリドゥーンはこれに対して断固として立ち向かうことを表明した。フェリドゥーンはイーラジに身を守るよう助言するが、イーラジは兄たちへの信頼を捨てず、彼らに服従する道を選んだ。フェリドゥーンはサルムとトゥールにイーラジの決意を書いた書簡を送ったが彼らは聞き入れず、ついにイーラジを殺害した。イーラジの首を届けられたフェリドゥーンは嘆き、神にサルムとトゥールを罰し、イーラジの敵を取るよう願った。悲しみの涙を流すうちに、フェリドゥーンは失明し、胸からは嘆きの草が生えた。
その後、イーラジの娘とその夫との間に息子が生まれた。曾孫を見ることができないフェリドゥーンは神に祈った。するとフェリドゥーンの目は光を取り戻した。フェリドゥーンは、曾孫にマヌーチェフルの名を与え、風や陽射しから守るよう乳母や従者たちに命じた。またフェリドゥーンは、マヌーチェフルに様々な財宝を与えた。マヌーチェフルが成長すると、サルムとトゥールは保身のためイランと和解することを考えた。そこで彼らは「マヌーチェフルを自分たちに送ってくれるなら自分たちはマヌーチェフルに服従する」と財宝を持たせた使者に述べさせた。しかしフェリドゥーンは彼らの思惑を見抜き、逆に彼らをマヌーチェフルに討たせる決意を固めた。そしてマヌーチェフルはその通り彼らを打ち取った。マヌーチェフルの勝利を見届けたフェリドゥーンは神に感謝し、曾孫に王位を譲ると、王として守るべき教えを伝えた。また、戦いにも同行していた武将の1人、ナリーマン家のサームに曾孫の後見を命じた。戦いで得た多くの財宝は戦いの功労者たちに分け与えた。その後、フェリドゥーンは、俗世から身を引き、亡くなった3人の息子達の首を前にしては嘆き悲しむ日々を送った。間もなく、500年にわたって善政を敷いたフェリドゥーンは静かにその生涯を終えた。